# Stellifer melanocheir
Stellifer melanocheir är en fiskart som beskrevs av Eigenmann, 1918. Stellifer melanocheir ingår i släktet Stellifer och familjen havsgösfiskar. IUCN kategoriserar arten globalt som livskraftig. Inga underarter finns listade i Catalogue of Life.